# Kokora-Gletscher
Der Kokora-Gletscher (bulgarisch ледник Кокора lednik Kokora) ist ein 13 km langer und 1,5 km breiter Gletscher an der Oskar-II.-Küste des Grahamlands auf der Antarktischen Halbinsel. In den Aristotle Mountains fließt er zunächst über eine Länge von 11 km ostwärts zwischen den zwei parallelen Graten des Stevrek Ridge, um danach in südöstlicher Richtung zum Melville-Gletscher abzubiegen.
Britische Wissenschaftler kartierten ihn 1976. Die bulgarische Kommission für Antarktische Geographische Namen benannte ihn 2013 nach der Ortschaft Kokora im Süden Bulgariens.